# Sciadophyton
Sciadophyton is een morfotaxon van uitgestorven Onder-Devoonse planten die alleen bekend zijn van samengeperste fossielen. Het wordt geïnterpreteerd als de monoïsche gametofyt van een vaatplant, omdat zijn gevasculariseerde takken eindigen in een komvormige structuur met gametangia, zowel antheridium als archegonium, maar er is weinig structurele informatie bewaard op cellulair niveau. 
Het vormde rozetten van stengels, die mogelijk zijn uitgestraald vanuit een basale gametofytische knolachtige thallus of vanuit een centrale stengel of zelfs vanuit een wortelsysteem, hoewel er onvoldoende bewijs is om onderscheid te maken tussen deze mogelijkheden.